# 164 г. пр.н.е.
164 (сто шестдесет и четвърта) година преди новата ера (пр.н.е.) е година от доюлианския (Помпилийски) римски календар.

## Събития

### В Римската република
- Консули са Авъл Манлий Торкват и Квинт Касий Лонгин. Цензори са Луций Емилий Павел Македоник и Квинт Марций Филип.
- Проведено е преброяване, което регистрира 337 022 римски граждани.[1]
- Направен e опит за изправяне пред съд на Катон Стари по обвинения в злоупотреба с обществени средства.[2]
- Сенатът сключва договор за съюз с Родос.[3]
- Гай Сулпиций Гал е пратен на посланическа мисия в Гърция и Мала Азия.[3]

### В Гърция
- Възниква териториален спор между Спарта и Мегалополис, за чието решение e потърсена мисията на Гай Сулпиций, но той предпочита да остави решението на проблема на бившия стратег на Ахейския съюз Каликрат.[4]

### В Азия
- Гай Сулпиций пристига в Пергамското царство и временно се установява в един от най-важните градове Сардис. Там той кани и изслушва в продължение на десет дни всеки, който има оплаквания и обвинения към пергамския цар Евмен II.[5]
- Антиох IV Епифан ръководи военна кампания за заздравяване източните предели на царството на Селевкидите, по време на която заболява тежко.[6]
- Кампания на селевкидския генерал и канцлер Лизий срещу бунтуващите се евреи.[3]